# Eliezer Sirit
Eliezer Ramón Sirit (Píritu, 26 de diciembre de 1962) es un político venezolano, licenciado en Comunicación Social, que se desempeñó como diputado en la Asamblea Nacional de Venezuela entre 2010 y 2020.

## Biografía
Fue candidato a la gobernación del estado Falcon en 2017 quedando de segundo lugar con el 43.39%, mientras que en 2021 quedó igualmente de segundo lugar con el 33,13%.  Fue diputado a la Asamblea Nacional de Venezuela entre 2010 y 2020. Entre 2010 y 2015 fue diputado por voto lista, mientras entre 2015 y 2020 fue diputado por Circunscripción 3, perteneciente a los municipios Miranda y Falcón. También fue alcalde del Municipio Piritu entre 1989 y 1995. Es militante activo del partido Acción Democrática quien actualmente ejerce como coordinador Regional del partido Acción Democrática en Resistencia en el Estado Falcón.